# بوب بار (منتج تلفزيوني)
بوب بار (بالإنجليزية: Bob Parr)‏ هو منتج تلفزيوني نيوزيلندي وأمريكي، ولد في 25 يونيو 1957 في لندن في المملكة المتحدة.

## وصلات خارجية
- بوب بار على موقع IMDb (الإنجليزية)
- بوب بار على موقع قاعدة بيانات الفيلم (الإنجليزية)